# Административное деление Греции (1997)
Ранее Греция делилась 13 административных округов, которые делились на 54 нома (или префектуры). Также в составе Греции был один автономный регион — Афон — монашеское государство, управляемое советом из представителей 20 афонских монастырей. Реальное самоуправление существовало на уровне номов и более мелких образований — муниципалитетов. Во главе муниципалитета стоял мэр, во главе нома — губернатор.
Однако, с 1 января 2011 года, в соответствии с планом Калликратиса (Закон 3852/2010), административное деление Греции было кардинально пересмотрено. Прежняя система из 13 регионов, 54 префектур и 1033 муниципалитетов и общин была заменена 7 децентрализованными администрациями, 13 регионами и 325 муниципалитетами. Регионы и муниципалитеты полностью самоуправляются, начиная уже с первых выборов, назначенных на 7 ноября и 14 ноября 2010 года. Децентрализованные администрации управляются генеральным секретарём, назначаемым Правительством Греции. Автономное Монашеское Государство на Святой Горе освобождается от этих реформ.

## Административное деление 1997 года

### Административные округа

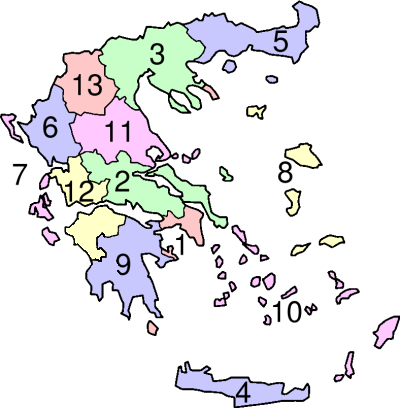
13 административных округов Греции

Ниже перечислены административные округа Греции согласно их нумерации на карте:
| №  | Административный округ                        | Площадь, км² | Население, чел. (2011) | Плотность, чел./км² | Административный центр |
| -- | --------------------------------------------- | ------------ | ---------------------- | ------------------- | ---------------------- |
| 1  | Аттика                                        | 3808         | 3 827 624              | 1005,15             | Афины                  |
| 2  | Центральная Греция                            | 15 549       | 547 390                | 35,20               | Ламия                  |
| 3  | Центральная Македония                         | 18 811       | 1 881 869              | 100,04              | Салоники               |
| 4  | Крит                                          | 8336         | 623 065                | 74,74               | Ираклион               |
| 5  | Восточная Македония и Фракия                  | 14 157       | 608 182                | 42,96               | Комотини               |
| 6  | Эпир                                          | 9203         | 336 856                | 36,60               | Янина                  |
| 7  | Ионические острова                            | 2307         | 207 855                | 90,10               | Керкира                |
| 8  | Северные Эгейские острова                     | 3836         | 199 231                | 51,94               | Митилена (Митилини)    |
| 9  | Пелопоннес                                    | 15 490       | 577 903                | 37,31               | Триполи                |
| 10 | Южные Эгейские острова                        | 5286         | 308 975                | 58,45               | Эрмуполис              |
| 11 | Фессалия                                      | 14 037       | 732 762                | 52,20               | Лариса                 |
| 12 | Западная Греция                               | 11 350       | 679 796                | 59,89               | Патрас (Патры)         |
| 13 | Западная Македония                            | 9451         | 283 689                | 30,02               | Козани                 |
|    | Автономное монашеское государство Святой Горы | 336          |                        |                     |                        |
|    | Всего                                         | 131 957      | 10 815 197             | 81,96               |                        |

### Названия единиц административного деления
Самые крупные единицы административного деления Греции по-гречески называются περιφέρειες, что буквально переводится как область. В русском языке чаще всего используется это слово или термины административный округ и регион как общеупотребительные для административных единиц такого порядка. Также встречается термин периферия.
Единицы второго уровня называются префектурами или номами от греч. νομός.
Единицы третьего уровня являются общины: городские общины (димы, муниципалитеты; греч. δήμος) и сельские общины (греч. κοινότητα), входящие в состав номов.
Единицы четвёртого уровня называются местными районами (греч. Τοπικό Διαμέρισμα). До 2006 года они делились на муниципальные (городские) и сельские районы.

### Номы по округам

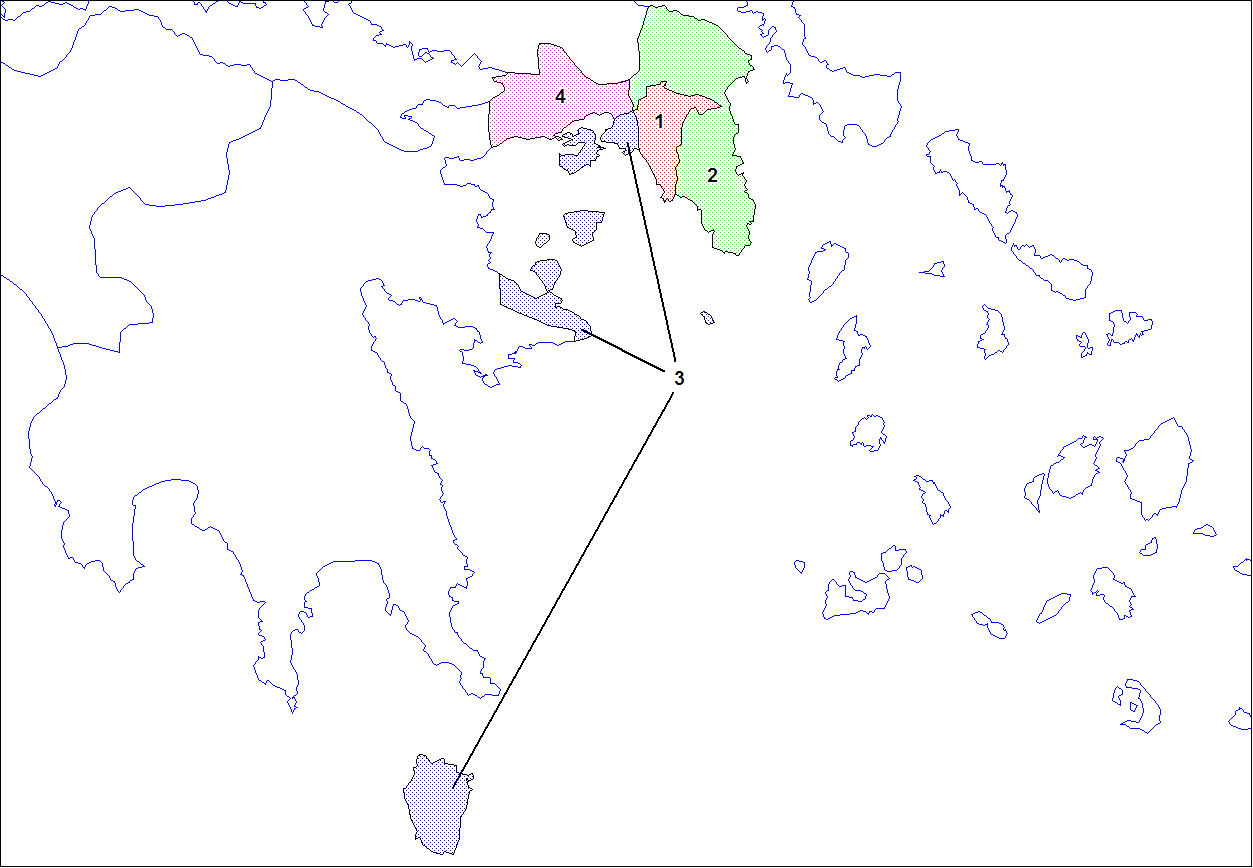
Провинция Аттика

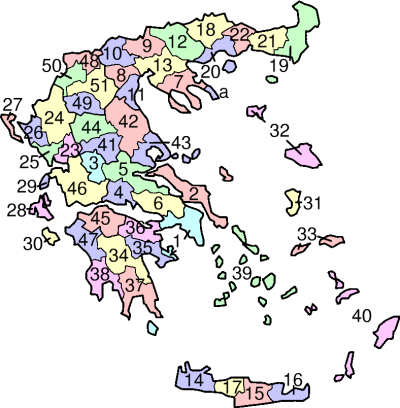
Префектуры Греции

#### Аттика
1. Аттика — на карте префектур (номов) Аттика указана под одним номером для удобства отображения. На самом деле она разделена на 4 нома (номархии), показанные на карте ниже:
1.1. Афины
1.2. Восточная Аттика
1.3. Пирей
1.4. Западная Аттика

#### Центральная Греция
2. Эвбея 

3. Эвритания 

4. Фокида 

5. Фтиотида 

6. Беотия

#### Центральная Македония
7. Халкидики 

8. Иматия 

9. Килкис 

10. Пелла 

11. Пиерия 

12. Серре 

13. Салоники

#### Крит
14. Ханья 

15. Ираклион 

16. Ласити 

17. Ретимнон

#### Восточная Македония и Фракия
18. Драма 

19. Эврос 

20. Кавала 

21. Родопи 

22. Ксанти

#### Эпир
23. Арта 

24. Янина 

25. Превеза 

26. Теспротия

#### Ионические острова
27. Керкира (Корфу) 

28. Кефалиния 

29. Лефкас 

30. Закинф

#### Северные Эгейские острова
31. Хиос 

32. Лесбос 

33. Самос

#### Пелопоннес
34. Аркадия 

35. Арголида 

36. Коринфия 

37. Лакония 

38. Мессения

#### Южные Эгейские острова
39. Киклады 

40. Додеканес

#### Фессалия
41. Кардица 

42. Лариса 

43. Магнисия 

44. Трикала

#### Западная Греция
45. Ахея 

46. Этолия и Акарнания 

47. Элида

#### Западная Македония
48. Флорина 

49. Гревена 

50. Кастория 

51. Козани

#### Агион-Орос
Автономный регион, на карте обозначен символом «а».